# Bindal
Bindal és un municipi situat al comtat de Nordland, Noruega. Té 1,465 habitants (2016) i la seva superfície és de 1,264.48 km². El centre administratiu del municipi és la població de Terråk. Les altres poblacions de Bindal són Bindalseidet, Holm, Vassås, Horsfjord i Åbygda.
Bindal limita amb quatre municipis del comtat de Nord-Trøndelag: Høylandet i Nærøy al sud, Namsskogan al sud-est i Leka a l'oest. Bindal també limita amb els municipis de Nordland de Sømna, Brønnøy i Grane. El Bindalsfjorden es troba a la part central del municipi.
Des de la costa, el municipi arriba a les muntanyes cap al llac Majavatnet de Grane. La muntanya més alta és el Heilhornet, de 1,058 m d'alçada. També inclou una part dels llacs Eidevatnet i Fjellvatnet, que també es troben parcialment al municipi de Brønnøy. Els altres llacs del municipi són l'Åbjørvatnet, el Kalvvatnet i el Saglivatnet. El riu Åbjøra transcorre per la part oriental de Bindal. Part de l'illa d'Austra es troba a Bindal.